# THIS IS MY STORY
『THIS IS MY STORY』（ズィス・イズ・マイ・ストーリー）は、日本のロックバンド、THE BAWDIESの通算3枚目のアルバム。

## 概要
- 前作より1年2か月ぶりのアルバム。アナログ盤も同時発売。数曲をLOVE PSYCHEDELICOのNAOKIがプロデュースしている。
- 本作よりレーベルをGetting Better（ビクターエンタテインメントの傘下レーベル）に移籍。本作がメジャーデビュー作となった。
- ポール・ウェラーが再び来日した際、メンバー自ら彼に本作を手渡しに行った。ポールはライブ開演前にもかかわらずすぐに本作を聴いて大絶賛し、翌日のライブのオープニングアクトを持ちかけたが、THE BAWDIESもその日にライブを控えていたため断念された[1]。
- 第2回CDショップ大賞の邦楽大賞作品に選ばれた。

## 収録曲
1. EMOTION POTION (3:45)
（作詞・作曲：渡辺亮）
本作発売前の2009年3月4日に7インチシングルとして発売された。
2. FORGIVE ME' (3:33)
（作詞・作曲：渡辺亮）
3. EVERYDAY'S A NEW DAY (2:42)
（作詞・作曲：渡辺亮）
4. NOBODY KNOWS MY SORROW (3:40)
（作詞・作曲：渡辺亮）
2009年3月4日発売の7インチシングルのカップリング曲。
5. OH! MY DARLIN' (3:09)
（作詞・作曲：渡辺亮）
6. YOU GOTTA DANCE (2:38)
（作詞・作曲：渡辺亮）
後に「IT'S TOO LATE」（2009年11月4日発売）のアナログ盤のカップリング曲としてリカット。
7. SO LONG SO LONG (2:38)
（作詞・作曲：舟山卓）
8. TELEPHONE MAN (2:37)
（作詞・作曲：渡辺亮）
9. TINY JAMES (2:30)
（作詞・作曲：渡辺亮）
10. LEAVE YOUR TROUBLES (3:40)
（作詞・作曲：渡辺亮）
11. KEEP ON ROCKIN' (2:14)
（作詞・作曲：渡辺亮）

全編曲：THE BAWDIES